# GMC Denali
Denali — шильдик, используемый корпорацией GMC для автомобилей с самым высоким уровнем комплектации. Автомобили с вариантом комплектации Denali имеют прейскурантные цены до 47 % выше, чем базовые модели. Цены варьируются от 38600 долларов за GMC Terrain до 109410 долларов за Yukon XL Denali (по состоянию на 2023 год).
Шильдик Denali часто используется в качестве знака отличия или символа статуса и, в частности, популярен как менее дорогая альтернатива марке Cadillac. Линия Yukon Denali обычно составляет 40 % продаж Yukon как в единицах, так и в долларах. В 2013 году было продано более 75558 единиц автомобилей бренда Denali, что составило 20 % продаж GMC и сделало его одним из самых успешных суббрендов GM.

## История
Первым автомобилем с шильдиком Denali стал GMC Yukon. Позже шильдик Denali был присвоен родственному автомобилю — Cadillac Escalade. В 2000 году шильдиком Denali стали обозначать Chevrolet Suburban и Chevrolet Tahoe.
Бренд «Denali» произошёл от названия самой высокой горы в Северной Америке, которую коренные жители Аляски называют Денали. Названием Денали также обозначают национальный парк и парк штата.

## Модельный ряд
| Модель              | Тип                                              | Годы производства      |
| ------------------- | ------------------------------------------------ | ---------------------- |
| Yukon Denali        | Полноразмерный SUV                               | 1999 — настоящее время |
| Yukon XL Denali     | Полноразмерный SUV                               | 2001 — настоящее время |
| Sierra Denali       | Полноразмерный пикап                             | 2002 — настоящее время |
| Envoy Denali        | Среднеразмерный SUV                              | 2005—2009              |
| Envoy XL Denali     | Среднеразмерный SUV                              | 2005—2009              |
| Yukon Denali Hybrid | Полноразмерный SUV                               | 2009—2012              |
| Acadia Denali       | Полноразмерный (позже среднеразмерный) кроссовер | 2011 — настоящее время |
| Sierra Denali HD    | Полноразмерный пикап                             | 2011 — настоящее время |
| Terrain Denali      | Среднеразмерный (позже компактный) кроссовер     | 2013 — настоящее время |
| Canyon Denali       | Среднеразмерный пикап                            | 2017 — настоящее время |

## Галерея
- 2005 GMC Yukon Denali
- 2007 GMC Yukon Denali
- 2008 GMC Denali XT
- 2023 GMC Canyon Denali